# Hannas Entscheidung
Hannas Entscheidung ist ein deutsch-österreichischer Fernsehfilm von Friedemann Fromm aus dem Jahr 2012.

## Handlung
In der bayerischen Kleinstadt Neumarkt wartet Hanna Forster nach Ende des Zweiten Weltkriegs jahrelang auf die Rückkehr ihres Mannes Karl aus sowjetischer Kriegsgefangenschaft.
Während seiner Abwesenheit hat sie seine Tischlerei eigenständig weitergeführt und dadurch für sich, ihre beiden Kinder und ihre Schwiegermutter den Lebensunterhalt sichergestellt. Die Arbeit macht ihr Freude und die Kundschaft ist zufrieden, aber Hanna fehlt der Meisterbrief, der für die Leitung und Fortführung der Werkstatt unter den neuen politischen Bedingungen notwendig wäre. Hinzu kommt die Konkurrenz durch Adi Zollner, der als Tischler zwar nur mäßig begabt ist, wegen seiner Verwandtschaft mit dem Bürgermeister aber bei öffentlichen Aufträgen bevorzugt wird.
Als Karl nach sieben Jahren Gefangenschaft endlich heimkehrt, übernimmt er sofort wieder die Leitung des Betriebs. Durch die Lähmung seines linken Arms ist er allerdings nur eingeschränkt arbeitsfähig, und sein Stolz verbietet es ihm, sich von seiner Frau helfen zu lassen. Da es Hanna schwerfällt, sich wieder nur auf die Rolle als Hausfrau und Mutter zu beschränken, kommt es wiederholt zum Streit zwischen den beiden Eheleuten, wobei Karl auch vor Handgreiflichkeiten nicht zurückschreckt. Traumatisiert von Krieg und Gefangenschaft, spürt er einen unbestimmten Zorn in sich, den er nur schwer kontrollieren kann. Nachts wird er regelmäßig von Albträumen geplagt, gegen die Hanna ihm Pervitin verabreicht. Zudem hat er seine sexuelle Potenz verloren.
Als die Tischlerei in wirtschaftliche Schwierigkeiten gerät, macht Adi Zollner Karl das Angebot, seine Firma zu übernehmen, was Karl jedoch ablehnt. Derweil bewirbt sich Hanna hinter dem Rücken ihres Mannes, aber mit dessen gefälschter Unterschrift bei einer Berufsschule um eine Tischlerausbildung, fällt jedoch wegen ihrer Nervosität bei der Aufnahmeprüfung durch. Als Karl davon erfährt, erfasst ihn so große Wut, dass er seine Frau verprügelt. Hanna sieht nun keine Perspektive mehr für ein Zusammenleben und nimmt sich vor, ihn zu verlassen.
Beim Versuch, die Arbeit in der Tischlerei allein zu bewältigen, greift Karl zu immer größeren Mengen Pervitin, bis er schließlich zusammenbricht und ins Krankenhaus eingeliefert werden muss. Um die Firma zu retten, verkauft Hanna sie während seines Krankenhausaufenthalts an Adi Zollner, wozu sie erneut Karls Unterschrift fälscht. Als Karl bei seiner Rückkehr erkennt, was geschehen ist, kommt es zu einem wütenden Handgemenge, bei dem ein Regal mit Terpentinölbehältern umfällt und die Werkstatt in Brand setzt.
Hanna beschließt nun endgültig, ihren Mann zu verlassen. Karl willigt ein unter der Bedingung, dass sie nie wieder zurückkommt. Ihre Tochter Vera darf Hanna mitnehmen, während der Sohn Michael bei seinem Vater bleiben soll, um das Tischlerhandwerk zu erlernen. Als Abschiedsgeschenk lässt Karl seiner Frau sein Meisterbuch zukommen sowie die Adresse einer Holzhandlung, die eine Lagerverwalterin sucht. Hanna und ihre Tochter fahren mit dem Auto weg. Es bleibt offen, ob sie ihren Traum erreicht.

## Produktion
Hannas Entscheidung ist eine Produktion der deutschen Ziegler Film (Regina Ziegler) in Koproduktion mit der österreichischen Wega Film (Veit Heiduschka) für die ARD. Der Film wurde 2010 in der Steiermark gedreht. Er hatte am 9. März 2012 im Ersten seine Premiere.

## Kritik
„(Fernseh-)Melodram vor dem Hintergrund einer Zeit, in der sich nicht nur Werte und Wertigkeiten verschoben, sondern sich auch Ideale und Lebensvorstellungen änderten.“

## Auszeichnungen
Christine Neubauer erhielt beim Festival de Télévision de Monte-Carlo 2012 den Preis für die beste Schauspielerin. Die Produzenten gewannen den Preis des monegassischen Roten Kreuzes. Hannas Entscheidung war dort außerdem in den Kategorien „bester Fernsehfilm“, „bester Regisseur“ und „bester Schauspieler“ (Edgar Selge) nominiert.